# Hall Caine
Pour les articles homonymes, voir Caine.
Sir Thomas Henry Hall Caine (14 mai 1853 – 31 août 1931), connu sous le nom de Hall Caine, est un écrivain et dramaturge britannique, poète et critique de la fin du XIXe siècle et du début du XXe siècle.

## Biographie

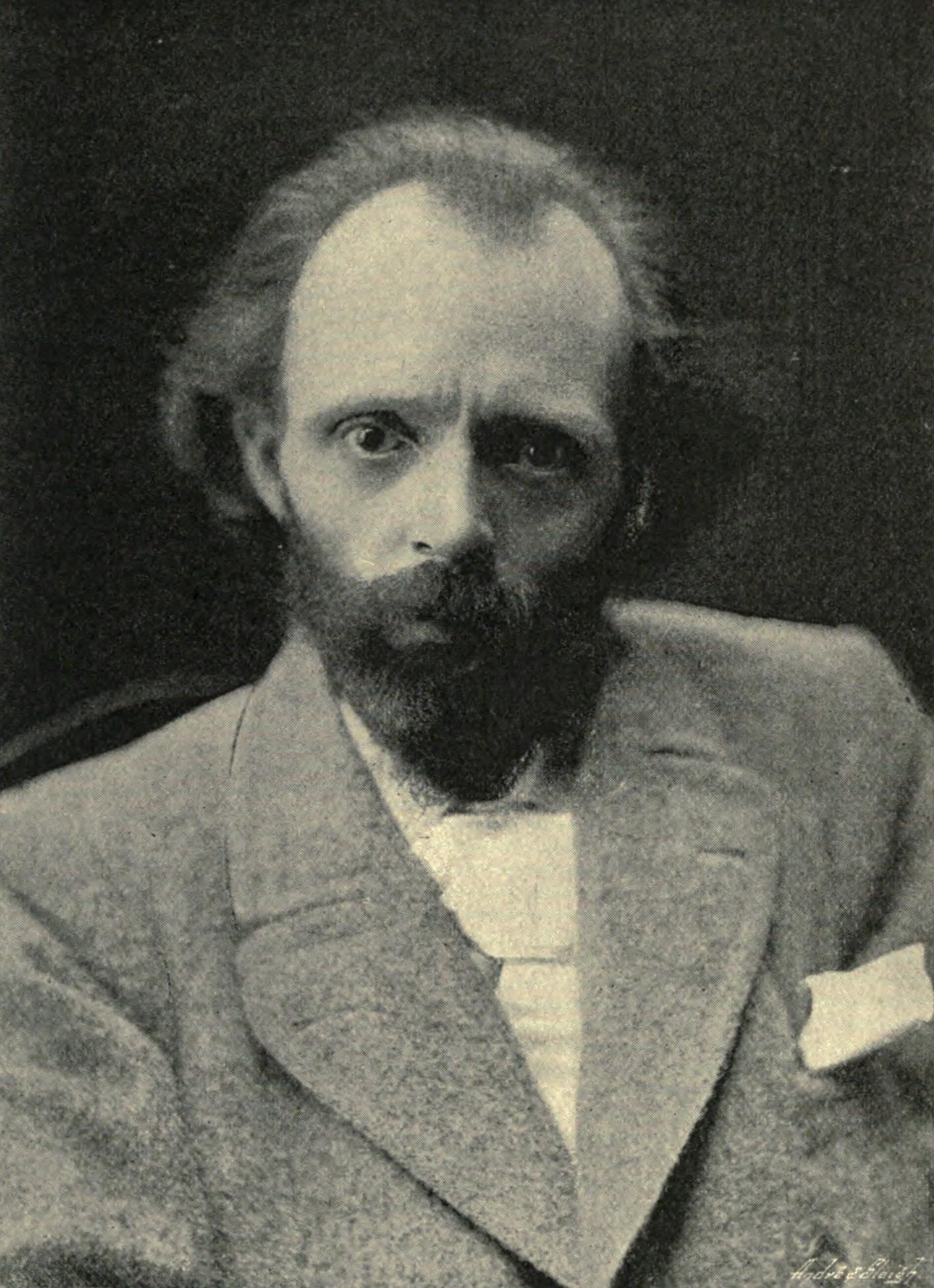
Portrait de Hall Caine

## Œuvre

### Prose
- 1885 – The Shadow of a Crime
- 1885 – She's All the World to Me: A Manx Novel
- 1886 – A Son of Hagar
- 1887 – The Deemster
- 1890 – The Scapegoat: A Romance
- 1890 – The Prophet, a novella
- 1891 – The Bondman: A New Saga
- 1893 – Cap'n Davey's Honeymoon, The Last Confession, The Blind Mother, 3 nouvelles publiées en un volume
- 1894 – The Manxman
- 1897 – The Christian
- 1901 – The Eternal City
- 1904 – The Prodigal Son
- 1905 – Doña Roma,nouvelle
- 1906 – Drink: A Love Story on a Great Question
- 1909 – The White Prophet
- 1913 – The Woman Thou Gavest Me
- 1914 – Charlie the Cox: A Life Poem, histoire courte publiée dans Princess Mary's Gift Book[1]
- 1921 – The Master of Man: The Story of a Sin
- 1923 – The Woman of Knockaloe: A Parable (publié en 1927 sous le titre Barbed Wire)

### Théâtre et scénarios de films
- 1894 – The Madhi: or Love and Race, A Drama in Story
- 1896 – Jan the Icelander or Home, Sweet Home, A Lecture Story
- 1888 – The Prophet, pièce
- 1889 – The Good Old Times, pièce
- 1902 - The Eternal City, pièce
- 1903 – The Isle of Boy: A Comedy, pièce
- 1905 – The Prodigal Son, pièce
- 1906 – The Bondman Play
- 1910 – The Eternal Question, pièce
- 1916 – The Prime Minister, pièce
- 1916 – The Iron Hand, pièce en un acte
- 1919 – Darby and Joan, scénario

### Non-fiction
- 1877 – Richard III and Macbeth: The Spirit of Romantic Play in Relationship to the Principles of Greek and of Gothic Art, and to the Picturesque Interpretations of Mr. Henry Irving : a Dramatic Study
- 1879 – The Supernatural in Shakspere
- 1880 – The Supernatural Element in Poetry
- 1880 – Politics & Art
- 1882 – Sonnets of three centuries: a selection including many examples hitherto unpublished. An anthology edited by Caine
- 1882 – Recollections of Dante Gabriel Rossetti
- 1883 – Cobwebs of Criticism: A Review of the First Reviewers of the 'Lake', 'Satanic', and 'Cockney' School
- 1887 – Life of Samuel Taylor Coleridge[2]
- 1891 – Mary Magdalene: The New Apocrypha
- 1891 – The Little Manx Nation
- 1892 – Scenes on the Russian Frontier
- 1894 – The Little Man Island: Scenes and Specimen Days in the Isle of Man
- 1905 – The Queen's Christmas Carol
- 1906 – My Story
- 1908 – Queen Alexandra's Christmas Gift Book
- 1908 – My story
- 1909 – Why I wrote The White Prophet
- 1910 – King Edward: A Prince and a Great Man
- 1914 – King Albert's Book
- 1915 – The Drama of 365 Days: Scenes in the Great War
- 1916 – Our Girls: Their Work for the War
- 1916 – Address on Policemanship
- 1928 – Recollections of Rossetti
- 1938 – Life of Christ, posthume

### Adaptations au cinéma
- 1914 : The Christian de Frederick A. Thomson
- 1923 : Calvaire d'apôtre (The Christian) de James Cruze